# SvenCoop
Sven Co-op est un jeu vidéo amateur coopératif de tir à la première personne, gratuit, disponible sur Steam. À l'origine un mod pour Half-Life, il a évolué et utilise maintenant son propre moteur dérivé du GoldSource, le SvenEngine. mod.
Il est toujours principalement situé dans l'univers de Half-Life, et permet notamment de rejouer sa campagne en coopératif ainsi que celles de ses extensions (Half-Life: Opposing-Force, Half-Life: Blue-Shift, ainsi que celles de nombreux mods amateurs (Half-Life: Echoes, Half-Life: Black Ops). Enfin, il comporte de nombreuses maps ou séries de maps créées spécifiquement pour le jeu, la plupart arborant un univers et un gameplay proche d'Half-Life, d'autres prenant beaucoup plus de liberté.
L'équipe qui est à l'origine du jeu, originellement créé par 'Sven Viking', a ajouté beaucoup de nouveaux monstres, armes, et fonctionnalités, comme l'uzi, les uzis, le minigun, et d'autres venant droit de Opposing Force, comme les assassins du Black Ops, la Race X, la clé à molette, et le fusil Sniper. Des monstres originellement créés par Valve mais jamais inclus dans le jeu ont fait surface, comme le soldat Robot, ou le soldat à grosse artillerie…
La particularité de ce jeu est que chaque carte offre un scénario unique, dépendant ou indépendant du jeu principal. Le jeu offre aux mappeurs beaucoup de liberté pour personnaliser le gameplay, comme la possibilité de changer l'apparence des armes, l'apparence des ennemis, et le son qu'ils produisent. Cet atout fait que le mappeur n'a pas besoin de codeur pour créer sa carte, permettant alors une flopée de missions variées plus ou moins intéressantes.
Depuis la version 4, les ennemis contrôlés par l'AI peuvent maintenant tirer en déplacement, augmentant significativement la difficulté du jeu. De nouveaux ennemis ont fait leur apparition (exemple : Tor). Côté armement, des nouvelles armes (M249…) voire de nouvelles fonctionnalités comme la clé à molette qui peut maintenant servir à réparer toutes sortes de tourelles. Encore une nouveauté, les scientifiques et les soldats infirmiers peuvent « ressusciter » le joueur et leurs alliés. Il y a encore beaucoup d'autres fonctionnalités ajoutées par rapport à la version 3.
À l'origine un mod, Sven Co-op est devenu un jeu standalone à part entière et est sortie sur Steam le 22 janvier 2016.

## Sven Co-op: Source
L'équipe de développement de Sven Co-op n'a aucune intention de le porter sur Source, notamment pour la raison que des mods coopératifs sur Source existent déjà comme Synergy,.